# Faro de Isla de Lobos
El Faro Isla de Lobos está ubicado sobre la costa del Océano Atlántico, en la Isla de Lobos, Maldonado, Uruguay. Fue construido e iluminado el 18 de julio de 1906.

## Historia
El primer faro de la isla fue iluminado en 5 de abril de 1858 pero en 1860 fue trasladado a Punta del Este debido a preocupaciones de la industria lobera de que la luz del faro pudiera ahuyentar a los lobos marinos. La reinstalación del faro en la Isla de Lobos se realizó en 1906 con la construcción de una nueva torre más alta.

## Características
La torre del faro mide 50 metros, es cilíndrica, construida de hormigón y con edificaciones al pie blancas, su cúpula es a franjas radiales blancas y rojas. La luz del faro tiene una altura sobre el nivel del mar de 59 metros y un alcance luminoso de 22,9 millas náuticas.
El 19 de julio de 2001 fue el primer faro uruguayo en ser automatizado con equipo de última generación.
Cuenta con un sistema de máquina rotativa sobre cubeta de mercurio y fue electrificado en 1958. Cuenta con otras ayudas de navegación como una radio faro y una poderosa sirena de niebla, que funciona con aire comprimido.
Se puede divisar desde la Playa Brava de Punta del Este.